# Ragdoll
Ragdoll, comumente chamados Filhos de Josephine ou Filhos da Ann, é uma raça de gato desenvolvida nos Estados Unidos, mas especificamente no estado da Califórnia, durante a década de 1960.  Com seu porte gigante, temperamento dependente, dócil e uma pelagem cheia, é um animal de características marcantes. Sua criação se deu a partir com uma gata branca, com características de Angorá e gatos Sagrado da Birmânia. Hoje em dia é uma das raças mais apreciadas nos Estados Unidos.

## História
A primeira Ragdoll foi registrada pela americana Ann Baker e era uma Ragdoll branca chamada Josephine — por isso Ragdolls são comumente chamados de "Filhos de Josephine" ou "Filhos da Ann". O nome "Ragdoll" veio da própria Ann, que associou os momentos de sossego da gata no colo de Ann com uma "boneca mole", e Ragdoll em inglês significa "boneca de pano".

## Temperamento
Seu nome, que significa "boneca de pano", indica uma característica deste animal que é relaxar completamente quando pegado no colo. É tão dócil que permite ser jogado de um lado para o outro, algo com que a minoria dos gatos aceita.
É um gato muito quieto e gentil, e uma vez que escolha um dono, o acompanhará permanentemente. São gatos caseiros, por sua docilidade, são totalmente indefesos quando livres, portanto são gatos para viver em ambiente interno. Mas, se possível, vivem bem ao ar livre desde que seja um ambiente isolado, como um jardim fechado. Seu temperamento é tranquilo e são muito fiéis aos donos. Possuem moderada necessidade de atividades físicas, sendo mais sedentários que raças menores.

## Características físicas
São gatos de porte grande, com boa estrutura corporal.
Pelagem macia, com textura suave, sedosa. Olhos sempre azuis e pelagem do tipo colorpoint, ou seja, manto mais claro que as cores das pontas (patas, cauda, focinho e orelhas) sendo que o contraste deve ser bem definido. Gatos mais velhos tendem a ser mais escuros que os mais jovens pois sua cor vai escurecendo de acordo com a idade. Seu amadurecimento é tardio, chegam a completar seu crescimento com quatro anos.

## Saúde
A sua expectativa média de vida ronda os 10 anos. É uma raça de gato relativamente saudável, embora devido ao tamanho médio a comprido do pelo possam aparecer problemas digestivos como os tricobezoares (bolas de pelo no estômago).
As doenças mais comuns que afetam os Ragdolls são:
- Problemas urinários (que podem ser pelo rim ou ureter)
- Doença renal policística (PKD)
- Cardiomiopatia hipertrófica congênita (HCM)

A endogamia é o problema mais grave desta raça de gato, uma vez que quase metade dos genes de todos os Ragdoll (cerca de 45%) provém do único fundador, Raggedy Ann Daddy Warbucks.

## Cores e Marcações

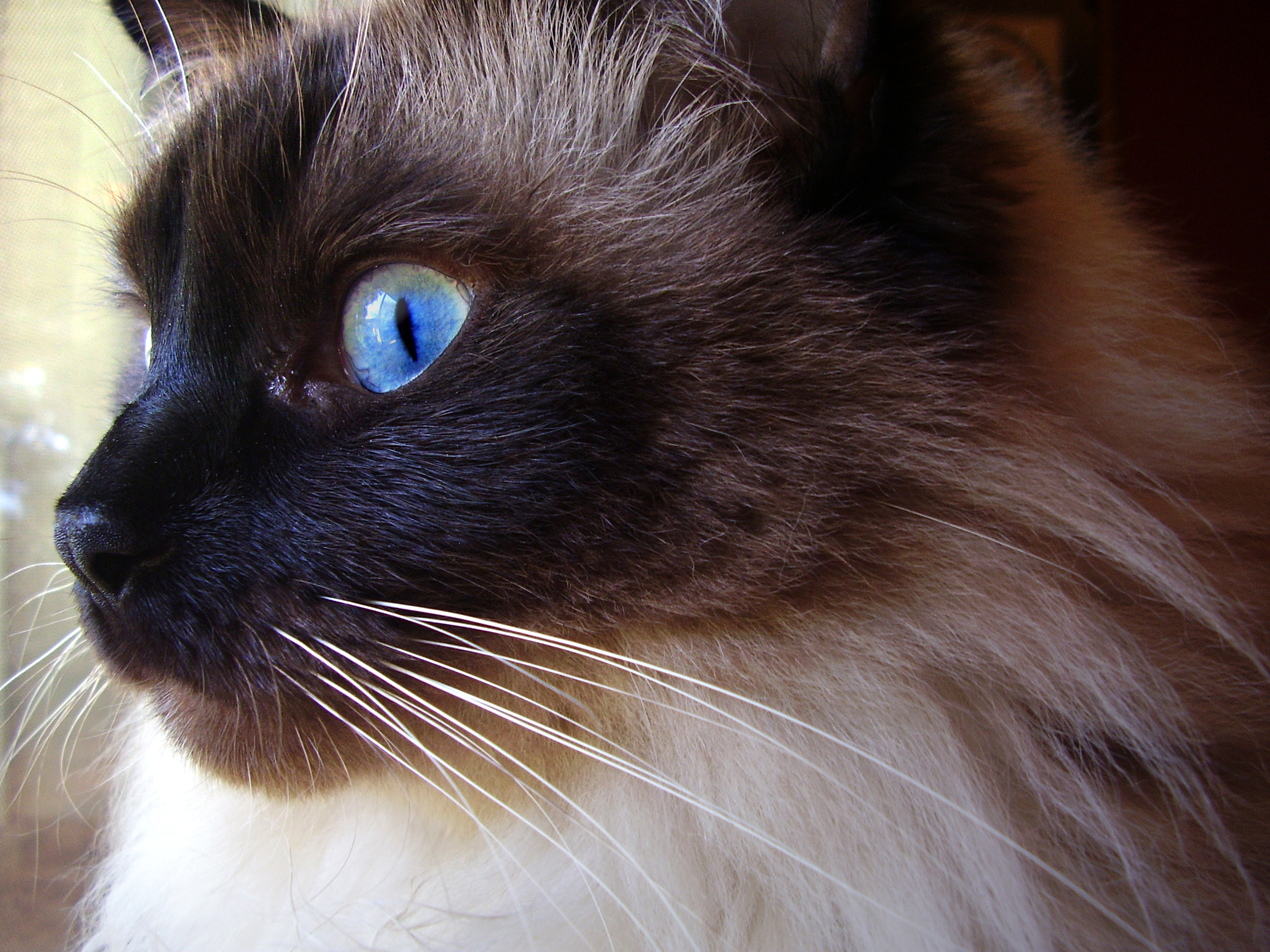

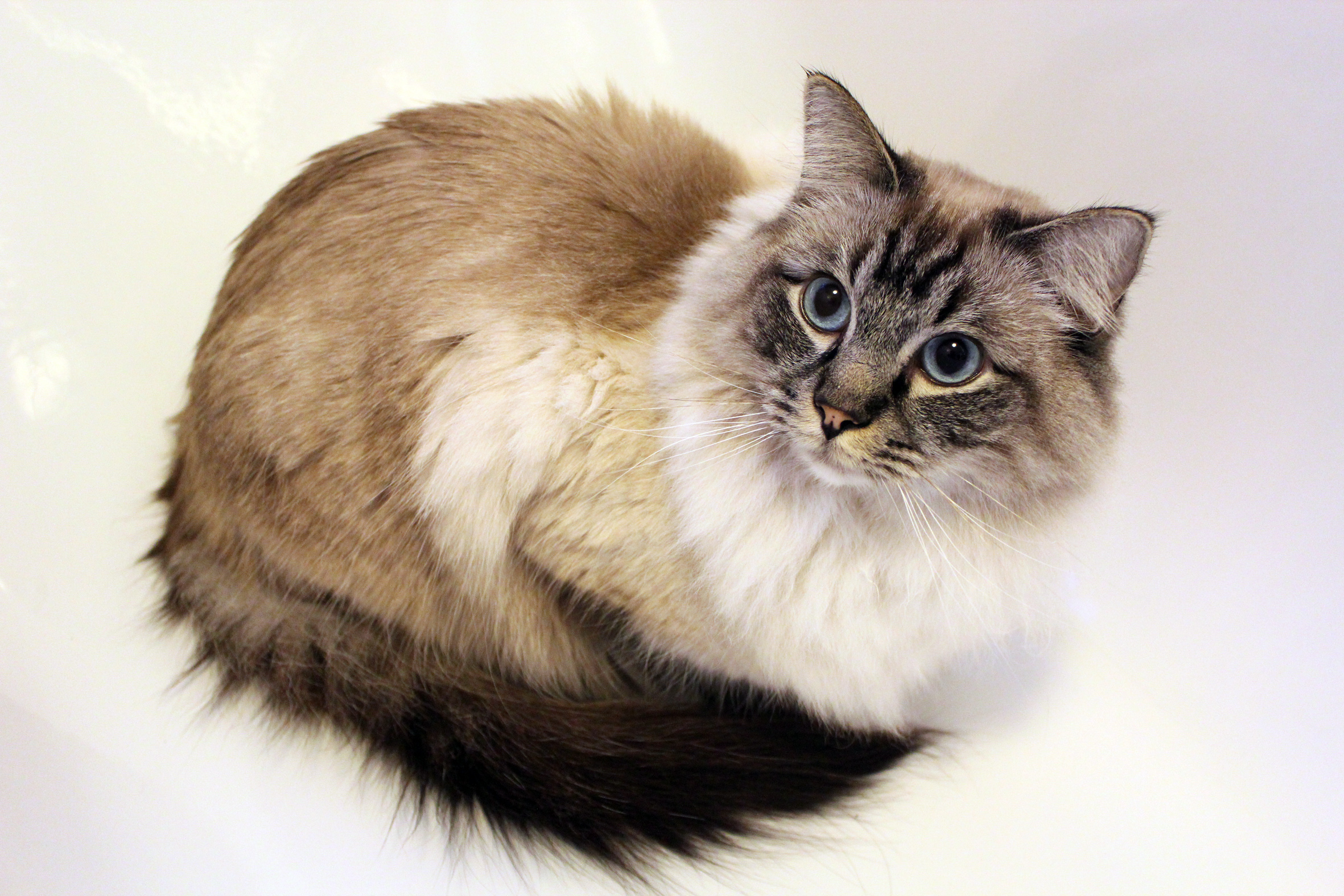
Gato ragdoll, macho, com aproximadamente três anos. Cores e Marcações “seal-tabby-colourpoint”

São aceitos nas associações da gatofilia para registro somente gatos de coloração ponteada (pointed) e mink (esta última somente para registro e não para campeonato). As divisões aceitas são Solida, Tabby, Tortie e Particolor nos tipos mitted e bicolor. Seus olhos são sempre azuis nos pointeds e aqua nos minks.

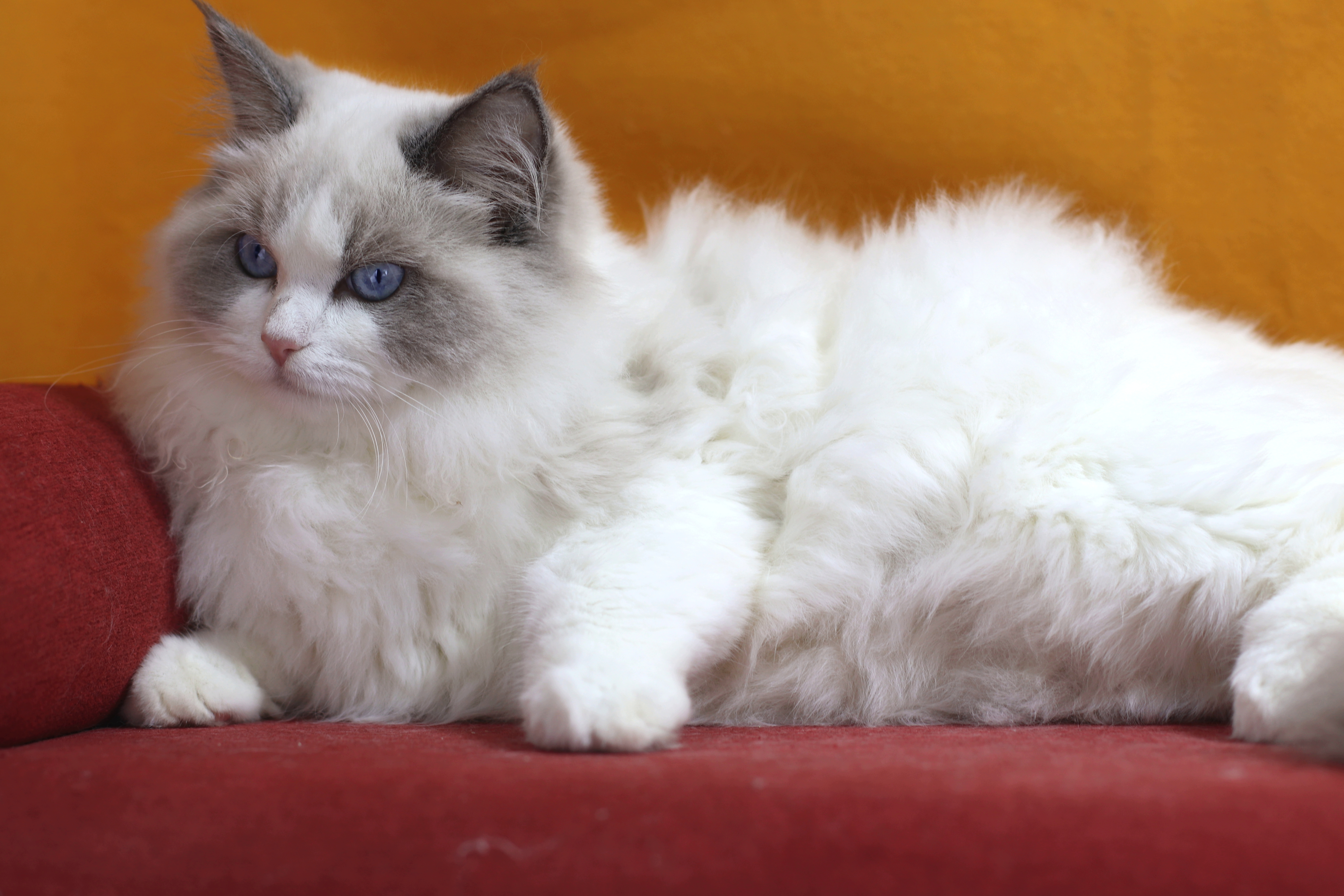
Ragdoll Blue Bicolor Point

São conhecidas as marcações:

### Colorpoint
Neste caso as patas, cauda, focinho e orelhas tem a pelagem mais escura que no restante do corpo.
MittedSeguindo a marcação colorpoint o Mitted acrescenta luvas brancas que devem cobrir os 4 dedos das patas dianteiras simetricamente e nas patas traseiras são como botas brancas. O queixo deve ser branco.
BicolorSão como os colorpoints mas com um "V" invertido no rosto branco, o mais simétrico possível. Este "V" não pode se estender da parte exterior dos olhos e nem menos que a parte interior. As quatro patas devem ser brancas, assim como o peitoral e o queixo.

### Padrão
CabeçaQueixo forte, focinho arredondado e de comprimento médio, perfil com uma curva suave, testa plana, orelhas médias e amplas na base, com as pontas arredondadas. Olhos ovais.
CorpoPeito amplo, ossatura e musculatura forte, cauda com mesmo tamanho que o corpo. As fêmeas tendem a ser menores do que os machos.
GeralNão é permitido cruza com gatos de outras raças.
Padrão oficial da raça da TICA serve como base para a maioria das outras associações por ser uma das maiores nesta raça.